# Isola Kennon
Kennon è una piccola isola satellite di Attu che fa parte delle isole Near, un gruppo delle Aleutine occidentali e appartiene all'Alaska (USA). Si trova all'imboccatura della Chichagof Harbor sul lato nord-est dell'isola di Attu, a 800 m dalla costa.
È stata così nominata dal tenente William Gibson della U.S. Navy, nel 1855, in onore del tenente Beverley Kennon, imbarcato anch'egli sulla goletta USS Fenimore Cooper.